# 咱们裸熊
《熊熊遇見你》（英語：We Bare Bears）是卡通頻道工作室製作的改編自丹尼爾·鍾的網路漫畫《三隻熊》的美國動畫情景喜劇。該節目講述了三隻熊，灰熊、熊貓和白熊，以及他們在舊金山灣區與人類世界融合的尷尬嘗試。
該劇於2015年7月27日首播，2019年5月27日結束，共播出4季140集。改編電影於2020年6月30日以數位方式發行，隨後於2020年9月7日在卡通網絡播出。衍生劇集《熊熊寶貝遇見你》於2019年5月宣布正在開發中，並於2022年1月1日首播。

## 登場角色

### 主要角色
- 大大（中國大陸译名大大/灰灰，香港:灰熊）（Grizzly "Grizz"）（配音／英：艾瑞克·埃德爾斯坦（英语：Eric Edelstein）；台：謝一帆／孫少宇（小時候）；港：蔡忠衛／黎皓宜（小時候）；中：鹏小胖/昱头（小時候））

灰熊，是三隻熊當中領導者，作風大膽、勇於挑戰、是愛玩的熊。個性大大咧咧，熱愛交際。因此喜歡認識更多人，並且當朋友，台灣版最常說的口頭禪就是：阿羅哈。擅長DJ、寫歌、甚至自己在家裡拍攝過電影〈硬漢斯斯〉。
- 胖達（中國大陸译名胖達/熊猫/潘達）（Panda）（配音／英：鮑比・莫尼漢（英语：Bobby Moynihan）；台：鈕凱暘／劉俽睿（小時候）；港：梁皓翔／陳安瑩（小時候）；中：于碩）

大熊猫。也叫做胖胖（Pan-Pan）/胖達的名稱是來自於熊貓英文（Panda）諧音。黑白條紋熊。多情且容易尷尬，是三隻熊當中最常使用手機的熊，且喜歡使用社群網路和交友網站，比起其他熊較無自信。胖達是素食主義者，且對花生和貓咪嚴重過敏，影集中曾有因食用到花生食品引發過敏。喜歡日本文化，對於動漫深感興趣，也喜愛繪畫動漫人物，不過多數人對胖達的畫作評價不佳。
- 傅阿極（中國大陸:白熊，香港:冰熊）（Ice Bear）（配音／英：德米特里·馬丁（英语：Demetri Martin）；台：孫誠；港：竺諺鴻；中：阿福）

北極熊。依據節目中設定，傅阿極原本生活於北極地區（大概於俄羅斯 西伯利亞），因意外離開。一部分集數可看出阿極也會說俄羅斯語，而電影版也交代傅阿極與大大、胖達在一條鐵軌的相遇。很少說話，模仿和學習能力強，他也是精湛廚師，莎莎舞者，機器人新手和武術家。他講話用第三人稱，大多是先說他的名字之後再說話。傅阿極是三隻熊中最鎮靜的，即使在最尷尬和難堪的情況，態度也始終保持冷靜。在原文配音中，從來沒有任何其他人直接叫過他的名字（Ice Bear），但台灣版並沒有沿用這個設定。

### 其他人物
- 帕小可（中國大陸譯名克洛伊·朴）（Chloe Park）（配音／英：查琳·易（英语：Charlyne Yi）；台：邵芷耘；港：黎皓宜；陸：昱头）

10歲韓裔美國女孩（中國版改為香港女孩、韓國設定為濟州島韓裔美國女孩）被許多人認為是神童，也因此使她跳級，也如願考上大學，但初期也有因為年齡差距，而害怕學校交不到朋友。
- 麥勾來（中國大陸譯名查理）（Charlie）（配音／英：Jason Lee；台：馬伯強；港：陳冠宏）

大腳怪。他獨自一人生活在與熊熊居住的同一片森林之中，由於外表奇特如怪物而嚇跑不少到森林的人，因此反而有不少人都想抓捕他，便時常為了躲避像抓捕他的人類而隱身於森林中或到處逃跑，因此生活孤獨、不善交際，直到他遇見三隻熊熊，但他也因為前者的原故，害怕照片外流會暴露自己的行蹤，因此非常討厭任何拍照。在台配版本設定中，他言談時有江浙話的語調。喜歡吃起司多多球。最終只有巡警呆娜與得他的信任。
- 軟Q（中國大陸譯名楠楠/嚼嚼）（Nom Nom）（香港稱為朗朗）（配音／英：Patton Oswalt；台：郭霖；港：譚漢華；陆：周汉钧）

無尾熊。他是著名的網路明星，但他不在公開上談論。大大、胖達、阿極試圖與他建立友誼，少數幾次短暫的成功，軟Q雖然表面討厭，實際卻非如此。但軟Q自我中心，喜好高規格的物質生活。
- 巡警呆娜（中國大陸譯名丹娜·塔碧斯/游騎兵）（Ranger Tabes）（配音／英：卡梅隆・埃斯波西托（英语：Cameron Esposito）；港：黎皓宜）

是一位森林巡警員。她住在與熊熊都住在同座森林中，但她的房子是一棟木屋。與她一起上班的還有一位老巡警（可能是她父親），她的母親也是一位森林巡警，平時熊熊也會找他一起玩樂。小時候在森林深處看見一個黑影穿過樹林間，便直接追上去，但最後一無所獲，而那個生物其實是麥勾來。最終也得知了真相，也成為麥勾來唯一信任的人類朋友。
- 皮璐璐（配音／台：張乃文）

一位蔬果市場賣菜員。在一次熊熊逛蔬果市場時，因為胖達誤食含有花生的的穀物餅乾引發過敏，她便上前去用過敏速效藥的針，緩解胖達的過敏，並因此被胖達暗戀。
- 老莫警官

是節目中的常見的警員配角，也出現在電影版中
- 鴿子（海盜鴿集團）

是節目當中由一群鴿子組建的動物犯罪集團，雖然不如熊熊一樣會說話，但卻也聽得懂人類所說的語言，曾經走私過辣醬產品，最終被逮捕。

## 劇情背景
三隻擬人化的熊試圖融入人類社會，例如通過購買食物、結交人類夥伴或試圖在互聯網上出名，儘管這些嘗試在人類的文明本性和他們自己的動物本能面前很難做到這一點。三隻熊經常叠罗汉來游覽城市，並且可能已成為該節目中最知名的形象。有時與其他角色分享冒險經歷，例如神童 Chloe Park、大腳怪 Charlie、網絡紅人考拉 Nom Nom、公園護林員 Tabes 和女售貨員 Lucy。

## 創作
該節目由漫畫家丹尼爾·鍾創作，他曾在 Pixar 和 Illumination Entertainment 擔任故事藝術家。該節目基於他的網絡漫畫 《三裸熊》。這部網絡漫畫於2010年至2011年在線連載。鍾表示他先畫了熊，包括把它們畫成一堆，試圖逗他女朋友的侄女笑。鍾還透露，他在另一個題材被退稿後開始創作這部漫畫，電視動畫中三個主要角色的設定是基於漫畫的，儘管角色的動畫版也比漫畫中變了很多。卡通頻道工作室與鍾一起開發了該喜劇動畫，作為其在2014年的前期活動中宣布的短片開發計劃的一部分。根據鍾的說法，大部分試播集都是用傳統水彩畫完成的，然後進行了數字化改造，以賦予“自然主義的感覺”。

## 評價
咱们裸熊得到了評論家的普遍積極評價。該飛行員被荷蘭 EYE 電影學院描述為“搞笑和可愛”，並在“年輕阿姆斯特丹觀眾”類別中獲勝。該節目因解決“現代千禧一代的焦慮”和代表少數族裔而受到 Mashable 的稱讚；Mashable 稱該節目是“一個關於日益緊密聯繫的社會的魅力和危險的寓言”。常識媒體將該節目描述為“一個有趣而溫馨的故事”，“有時溫和地取笑現代社會的標誌”。它說“突出的是角色的獨特性如何為他們作為一個群體服務”，並認為它適合8歲及以上的人。新加坡《海峽時報》指出， 《我們裸熊》也吸引了成年人，並表示該系列“之所以脫穎而出，是因為它結合了某種成熟的幽默感和一種視覺風格，讓人想起兒童畫中的手繪插圖書。”
根據作者的說法，粉絲們對種族多元化的人類社區做出了積極的回應。亞裔美國新聞網站NextShark表示，該節目在亞裔美國人社區中廣受歡迎，因為它“包含了作為少數群體的更深層次的代表性和歸屬感信息——這是大多數亞裔美國兒童太熟悉的東西。”它指出，該節目“通過提及熊貓對 K-pop 的熱愛、熊們經常去他們最喜歡的 boba 商店以及北極熊能說流利的韓語和令人印象深刻的烹飪能力，毫無保留地展示亞洲文化，如韓國傳統菜餚。”
The AV Club 的一位評論者則更加複雜，他在2015年表示，該節目“在非凡和可愛之間跳躍”，將典型的情節描述為熊“發現自己陷入某種奇怪但普遍的衝突中。只有很少的背景音樂，更柔和的調色板和更簡單的氛圍。” 總的來說，AV Club 表示它“無論如何都不是必須觀看的節目，但它足夠迷人和輕鬆，可以在短暫的運行時間內欣賞。”
Den of Geek 指出，該節目採用情節式講故事，與90年代與2000年代兒童電視的趨勢相反，並認為它“充分利用情節式講故事，並製作出非常適合這種格式的冒險故事。” 它指出該節目確實有一些連載的輕元素，包括角色成長。Screen Rant說該節目以其1990年代的流行文化參考而聞名，例如描繪查爾斯·巴克利（Charles Barkley）神奇地從一張交易卡中出現。

## 獎項和提名
| 年   | 獎項                             | 類別                                | 被提名人                                                           | 結果 | Ref.   |
| ---- | -------------------------------- | ----------------------------------- | ------------------------------------------------------------------ | ---- | ------ |
| 2016 | 安妮獎                           | 動畫電視/廣播製作中的傑出成就       | Madeline Sharafian, Manny Hernandez, and Bert Youn (for "Burrito") | 提名 |        |
| 2016 | BAFTA兒童獎                      | 國際                                | We Bare Bears                                                      | 獲獎 |        |
| 2017 | 第17屆兒童電影獎                 | 最佳動畫系列                        | We Bare Bears                                                      | 獲獎 |        |
| 2017 | 第17屆兒童電影獎                 | 最佳劇本                            | We Bare Bears                                                      | 獲獎 |        |
| 2017 | 第24屆斯圖加特國際魔術電影節     | 最佳國際兒童動畫系列                | We Bare Bears                                                      | 獲獎 | [ 17 ] |
| 2017 | 尼克國際兒童頻道墨西哥兒童選擇獎 | 最受歡迎的卡通                      | We Bare Bears                                                      | 提名 | [ 18 ] |
| 2018 | 安妮獎                           | 最佳兒童動畫電視/廣播製作           | "Episode: Panda's Art"                                             | 獲獎 |        |
| 2018 | Annecy Festival                  | 電視連續劇評審團獎                  | "Episode: Panda's Art"                                             | 獲獎 |        |
| 2018 | Prix Jeunesse 國際藝術節和比賽   | 適合11至15歲兒童的最佳小說節目      | We Bare Bears                                                      | 提名 | [ 19 ] |
| 2018 | 第70屆黃金時段創意藝術艾美獎     | 優秀短片動畫節目                    | "Hurricane Hal"                                                    | 提名 |        |
| 2019 | 安妮獎                           | 在動畫電視/廣播製作中寫作的傑出成就 | "Hurricane Hal"                                                    | 提名 |        |

## 電視集數

### 各季一覽
| 季數     | 集数   | 集数   | 首播日期      | 首播日期      |
| 季數     | 集数   | 集数   | 首映          | 季终          |
| -------- | ------ | ------ | ------------- | ------------- |
| 試播集   | 試播集 | 試播集 | 2014年5月21日 | 2014年5月21日 |
| 1        | 26     | 26     | 2015年7月27日 | 2016年2月11日 |
| 2        | 26     | 26     | 2016年2月25日 | 2017年4月11日 |
| 3        | 44     | 44     | 2017年4月3日  | 2018年2月16日 |
| 4        | 44     | 44     | 2018年7月30日 | 2019年5月27日 |
| 電影版   | 電影版 | 電影版 | 2020年6月30日 | 2020年6月30日 |
| 迷你短片 | 15     | 15     | 2015年7月6日  | 2015年12月1日 |

## 相關連結
- （英文）《熊熊遇見你》美國英文官方網站（页面存档备份，存于）
- （英文）互联网电影数据库（IMDb）上《熊熊遇見你》的资料（英文）